# Deuteronomos effractaria
Deuteronomos effractaria is een vlinder uit de familie van de spanners (Geometridae). De wetenschappelijke naam van de soort is voor het eerst geldig gepubliceerd in 1842 door  Freyer.